# Zehneria minutiflora
Zehneria minutiflora là một loài thực vật có hoa trong họ Cucurbitaceae. Loài này được (Cogn.) C.Jeffrey miêu tả khoa học đầu tiên năm 1961.